# Тюрбанный шлем

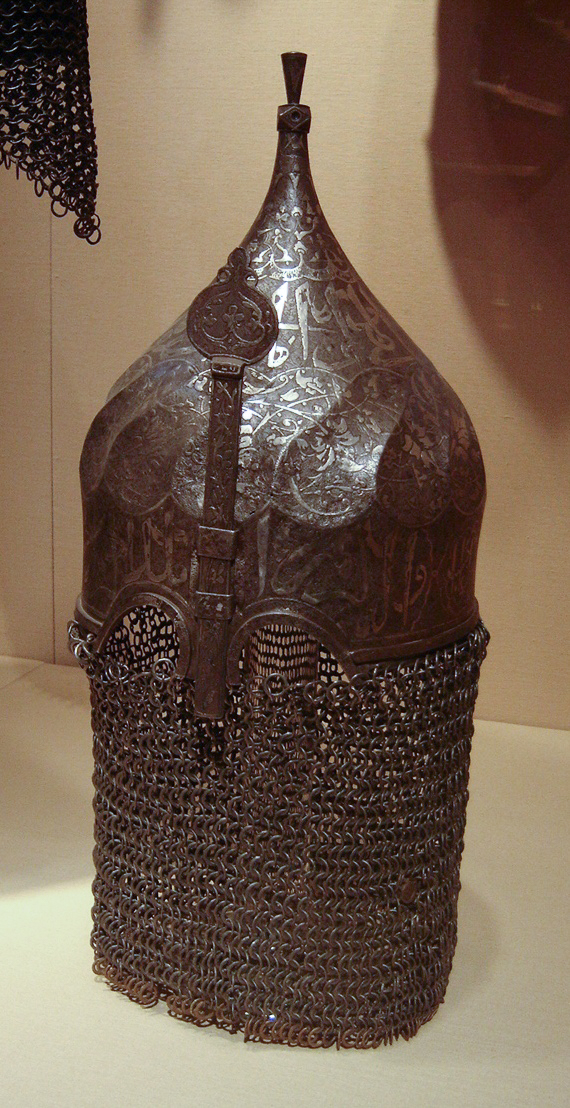
Иранский тюрбанный шлем XV века

Тюрба́нный шлем — вид шлема цилиндроконической формы, имевшего распространение в Турции и Иране.

## История

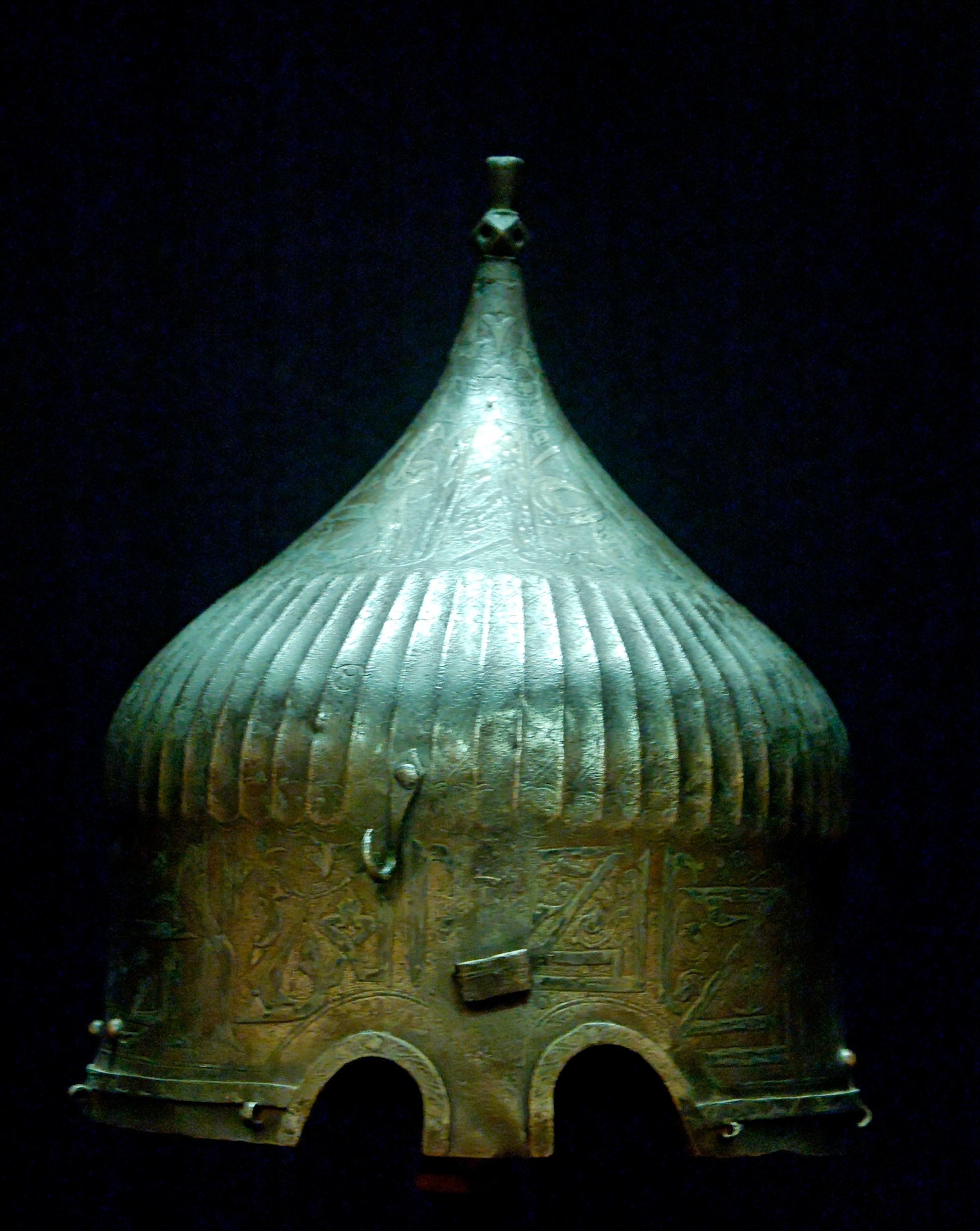
Турецкий тюрбанный шлем XV века

Скорее всего, имеют иранское происхождение, однако есть мнение, что они появились в Турции. Типичные тюрбанные шлемы сформировались около середины XV века. Предположительно их прообразом послужили полусферические шлемы — прилбицы. Возможно, что под влиянием сфероконических шлемов они получили цилиндроконическую форму.
Наибольшее распространение во второй половине XV—XVI веках они получили в Турции, Иране и мамлюкском Египте. Шлемы имели цельнокованный купол, выкованный из одного куска железа или стали. Форма купола — близкая к цилиндроконической, переход от нижней цилиндрической части к конической был скруглённым, а коническая часть имела некоторый обратный изгиб. Скруглённая часть купола нередко делалась лощатой — в виде узких либо широких вогнутых рёбер жёсткости. Ложки́ могли идти прямо; либо спирально — в этом случае, если смотреть на шлем сверху, вогнутости из центра закручивались по часовой стрелке. Шлемы доходили до уровня переносицы и имели полувырезы для глаз, над которыми иногда приклёпывались узкие надбровья. Навершием была гранёная шишечка, увенчанная перевёрнутым конусом.
Высота тюрбанных шлемов составляла примерно 31—32 см, а диаметр по венцу — 22—24 см. Это позволяло надевать их на тюрбан, что значительно улучшало защиту. Также тюрбан мог надеваться поверх шлема, служа внешним амортизатором.
Иногда шлемы могли снабжаться скользящим наносником. Посредством пропущенного через петли прутка к шлему прикреплялась круговая кольчужная бармица, таким образом, полностью закрывая лицо.
Тюрбанные шлемы могли декорироваться растительным орнаментом и надписями, выполненными гравировкой и серебряной насечкой, иногда — золочением.
В Турции под влиянием этих шлемов появились также обычные «шишаки» с похожей формой тульи. Иногда венец немного расширялся кверху, после чего резко переходил в сужающееся подвершье. Эти шлемы обычно снабжались козырьком и наносником.
В Московском царстве свидетельств использования тюрбанных шлемов нет, но в единичных случаях известно о бытовании прилбиц.